# Csép, Komárom-Esztergom
Csép  este un sat în districtul Kisbér, județul Komárom-Esztergom, Ungaria, având o populație de 355 de locuitori (2011). 

## Demografie
Componența etnică a satului Csép
     Maghiari (97,55%)
     Germani (1,53%)
     Necunoscut (0,92%)
     Alții (0,92%)
Componența confesională a satului Csép
     Reformați (34,65%)
     Romano-catolici (27,61%)
     Fără religie (11,27%)
     Necunoscută (24,79%)
     Alte religii (1,69%)
Conform recensământului din 2011, satul Csép avea 355 de locuitori. Din punct de vedere etnic, majoritatea locuitorilor (97,55%) erau maghiari, cu o minoritate de germani (1,53%). Apartenența etnică nu este cunoscută în cazul a 0,92% din locuitori. Nu există o religie majoritară, locuitorii fiind reformați (34,65%), romano-catolici (27,61%) și persoane fără religie (11,27%). Pentru 24,79% din locuitori nu este cunoscută apartenența confesională.